# Konstantínos Kómbos
Konstantínos Kómbos (en grec moderne : Κωνσταντίνος Κόμπος), né le 17 octobre 1976 à Limassol, est un juriste et homme politique chypriote. Il est ministre des Affaires étrangères depuis le 1er mars 2023.

## Situation personnelle

### Formation
Il a étudié le droit et est titulaire d'une maîtrise en droit de l'UE ( LLM Université de Cambridge ) et d'un doctorat en droit constitutionnel européen ( PhD Université de Hull ).

### Vie privée
Il est marié à Maria Hadjisolomou